# Suzaka
Suzaka (japanska: 須坂市?, Suzaka-shi) är en stad i Nagano prefektur i Japan. Staden fick stadsrättigheter 1954.